# Nová radnice (Litomyšl)
Nová radnice v Litomyšli se nachází na adrese Smetanovo náměstí 61. Velkolepý patrový dům má pozdně barokní fasádu s řadou dekorativních prvků, sloupy v prvním patře a nápadným atikovým patrem nad prvním patrem. Stejně jako všechny ostatní domy na Smetanově náměstí stojí i budova nové radnice na podlouhlém pozemku s úzkým průčelím orientovaným do samotného náměstí.

## Historie
Nová radnice vznikla přestavbou tzv. Panského domu, který byl poničen při požáru v roce 1769. Původně renesanční dům, který vznikl na dvou parcelách spojených vedle sebe, patřil Jiřímu Christianovi Valdštejnovi.
Jen o rok později, kdy jej přestavěl Jiří Béba z Litomyšle, jej však poničil oheň znovu. Druhá obnova budovy byla dokončena až v roce 1775. Budova sloužila pro správu místního velkostatkáře.
V roce 1825 odkoupilo dům město Litomyšl a přestěhovalo sem své úředníky. Během 19. a 20. století byl interiér stavby různě přestavován a odstraněna tím i řada historických prvků.
V současné době se v budově nachází služebna městské policie.